# Tha Gipsys
Tha Gipsys ist eine deutsche Streetdance-Gruppe, bestehend aus Sultan, Ron, Sabit, Alfo, Jo und Jojo, die 1998 in Augsburg gegründet wurde.
Die Gruppe hatte bereits mehrere Auftritte in Diskotheken, Modenschauen, Autopräsentationen sowie auf Open-Air-Festivals. Hinzu kommen mehrere gewonnene deutsche Meisterschaften im Streetdance sowie Siege im Deutschland Cup. Die Gruppe erreichte den zweiten Platz bei der IDO-Streetdance-Weltmeisterschaft und gewann die Internationalen Streetdance Meisterschaften in den Niederlanden.
Es folgte ein Auftritt bei Dieter Bohlens Das Supertalent, wo die Gruppe im Viertelfinale ausschied, sowie ein Auftritt bei DJ Bobos Germanys Next Showstars. Am 12. März 2010 hatten Tha Gipsys auch einen Gastauftritt bei der Serie Niedrig und Kuhnt – Kommissare ermitteln auf Sat.1.
Die Gruppe hat eine eigene Tanz-Akademie gegründet, in der einzelne Mitglieder zusammen mit ehemaligen Schülern als Tanzlehrer fungieren. Diese Schulen befinden sich in Augsburg, Pöttmes, Bobingen und Friedberg.
Ihr neustes Projekt heißt Trend Projekt. Dabei bieten die Bandmitglieder weitere Dienstleistungen wie Grafikarbeiten, Metallbauarbeiten, Schlosser- und Gebäudereinigungsarbeiten an.

## Titel
- 1999: Bayrischer Meister
- 2000: Sieger beim Süddeutschen Dance Festival
- 2003: Deutschland Cup (gewonnen)
- 2004: Best Of Best Dance Contest (gewonnen)
- 2004: Süddeutscher Meister mit der Gruppe und als Duo
- 2004: Deutscher Meister mit der Gruppe und als Duo
- 2004: Weltmeister der IDO Weltmeisterschaft für Jojo (auch im Solo) und Sultan im Duo
- 2004: Deutschland Cup (gewonnen)
- 2005: Süddeutsche Meisterschaft (gewonnen)
- 2005: Deutsche Meisterschaft (3. Platz)
- 2005: Deutsche Meisterschaft (2. Platz im Duo)
- 2005: Europameisterschaft (2. Platz für Sultan und Alfo im Duo)
- 2005: IDO Weltmeisterschaft (2. Platz)
- 2005: Deutschlando Cup (Sieger in der Gruppe; Sieg im Duo für Alfo und Jo; Sultan und Ron Zweiter)
- 2006: Internationaler Streetdance Meisterschaft (gewonnen in der Gruppe; Zweiter und Dritter Platz in den Duos)
- 2006: Süddeutsche Meisterschaft (gewonnen; 1. Platz und 5. Platz in den Duos)
- 2006: Deutsche Meisterschaft (gewonnen)
- 2006: IDO Streetdance Weltmeisterschaft (5. Platz)
- 2007: Süddeutsche Meisterschaft (2. Platz im Duo; 1. Platz für Jojo im Solo)
- 2007: Flowmotion Dance Contest (gewonnen)
- 2010: Wormser Streetdance Contest (2. Platz)